# Thomas Utterström
Thomas Oskar Utterström, född den 1 november 1941 i Haparanda, är en svensk ämbetsman. Han är son till Jerker Utterström och dotterson till Lennart Berglöf.
Utterström avlade juris kandidatexamen vid Stockholms universitet 1969 och genomförde tingstjänstgöring 1969–1972. Han var fiskal i Svea hovrätt 1973, tingsfiskal i Södra Roslags tingsrätt 1974–1975, extra universitetslektor i handelsrätt vid Stockholms universitet 1975 och assessor i Svea hovrätt 1979 samt innehade diverse befattningar inom Konsumentverket 1975–1978 och 1979–1985. Utterström blev departementsråd i Finansdepartementet 1985 och i Justitiedepartementet 2000. Han var överdirektör i Försäkringsinspektionen 1989–1991 och huvudman i konsumentfrågor inom Civildepartementet 1992–1995. Utterström har medverkat i flera statliga utredningar och innehaft ett antal andra offentliga uppdrag.